# John Boorman
Sir John Boorman (Shepperton, 18 gennaio 1933) è un regista, sceneggiatore, produttore cinematografico e televisivo e giornalista britannico.

## Biografia
Sebbene di famiglia non cattolica, viene educato dai salesiani. Dopo aver lavorato in una lavanderia a secco, si interessa di giornalismo e alla fine degli anni cinquanta si occupa di documentari per la televisione britannica. Nel 1962 diventa il capo documentarista per la BBC Bristol. Dopo aver diretto nel 1964 una serie di documentari per la televisione ai quali prende parte tra gli altri anche Tom Stoppard, gli viene proposto di girare Prendeteci se potete (1965), la risposta dei The Dave Clark Five a Tutti per uno di Richard Lester, veicolo promozionale cinematografico dei Beatles.
Il film non ha il successo sperato, ma due anni dopo, Boorman è ad Hollywood dirige in Senza un attimo di tregua (1967), un film noir tradizionale nei contenuti ma innovativo nella forma che fa leva sull'interpretazione di Lee Marvin. E proprio con Lee Marvin arriva il secondo film hollywoodiano, Duello nel Pacifico (1968), con la star giapponese Toshirō Mifune in una storia estrema e crudele con un pizzico di ironia e richiami palesi alle avventure di Robinson Crusoe. Al ritorno in Inghilterra dirige Leone l'ultimo (1970), tratto da una commedia di George Tabori, che gli vale il premio per la miglior regia al Festival di Cannes del 1970.
Il tema della socialità e dei comportamenti selvaggi dell'uomo "civile" torna nel suo primo grande successo di pubblico, Un tranquillo weekend di paura (1972), con Jon Voight e Burt Reynolds. Questo film gli vale anche la prima candidatura all'Oscar. Si stabilisce in Irlanda e nel 1974 dirige Zardoz, un film ucronico che divide la critica. Nel 1977 dirige il seguito de L'esorcista del 1973, diretto da William Friedkin, L'esorcista II - L'eretico, che viene stroncato a livello globale nonostante i discreti incassi.
Nel 1981 realizza Excalibur, considerato una delle riduzioni cinematografiche più riuscite del complesso di leggende di Re Artù e del Ciclo bretone. Seguono l'autobiografico Anni '40 (1987), sulla Seconda guerra mondiale vissuta da un bambino a Londra, e Dalla parte del cuore (1990). La foresta di smeraldo (1985) e Oltre Rangoon (1995), che derivano dall'esigenza dell'impegno sociale di Boorman. Il primo è un appello ecologista, il secondo è un grido di aiuto per il popolo birmano oppresso.
Con The General (1998), la storia in bianco e nero di un ladro-gentiluomo irlandese che viene ucciso dall'IRA, Boorman ottiene per la seconda volta il premio per la miglior regia al Festival di Cannes del 1998. Nel 2004 torna di nuovo il suo impegno sociale con In My Country sul Sudafrica del post-apartheid. Ha in progetto una versione cinematografica delle Memorie di Adriano tratta dal libro di Marguerite Yourcenar.
Oltre a quelle da lui firmate, Boorman ha prodotto tre pellicole: Angel (1982), scritto e diretto dall'esordiente Neil Jordan, Il sogno di Nemo e Alice (Nemo) (1984) di Arnaud Sélignac, sceneggiato dalla figlia Telsche e interpretato dall'altra figlia Katrine, e Angela Mooney (1996) di Tommy McArdle con Mia Farrow.
Per Il Signore degli Anelli, un progetto rimasto sulla carta, entrò in contatto con lo stesso Tolkien.

## Vita privata
Sposato con Christel, la coppia ha avuto 4 figli: Telsche, Katrine, e i gemelli Charley e Daisy. Charley (il giovane Mordred di Excalibur ed il bambino rapito de La foresta di smeraldo) e Katrine (Igrayne in Excalibur) fanno gli attori, mentre Telsche ha collaborato alla sceneggiatura di Dalla parte del cuore ed è morta a causa di un cancro nel 1997 all'età di 40 anni.

## Filmografia parziale

### Regista
- Prendeteci se potete (Catch Us If You Can) (1965)
- Senza un attimo di tregua (Point Blank) (1967)
- Duello nel Pacifico (Hell in the Pacific) (1968)
- Leone l'ultimo (Leo the Last) (1970)
- Un tranquillo weekend di paura (Deliverance) (1972)
- Zardoz (1974)
- L'esorcista II - L'eretico (Exorcist II: The Heretic) (1977)
- Excalibur (1981)
- La foresta di smeraldo (The Emerald Forest) (1985)
- Anni '40 (Hope and Glory) (1987)
- Dalla parte del cuore (Where the Heart Is) (1990)
- Ho sognato d'essermi svegliato (I Dreamt I Woke Up) - cortometraggio (1991)
- Oltre Rangoon (Beyond Rangoon) (1995)
- Lumière et compagnie - film collettivo (1995)
- The General (1998)
- Il sarto di Panama (The Tailor of Panama) (2001)
- In My Country (Country of My Skull) (2004)
- The Tiger's Tail (2006)
- Queen and Country (2014)

### Sceneggiatore
- Leone l'ultimo (Leo the Last) (1970)
- Zardoz (1974)
- L'esorcista II - L'eretico (Exorcist II: The Heretic) (1977)
- Excalibur (1981)
- Anni '40 (Hope and Glory) (1987)
- Dalla parte del cuore (Where the Heart Is) (1990)
- The General (1998)
- Il sarto di Panama (The Tailor of Panama) (2001)

## Riconoscimenti (parziale)
- Premio Oscar
  - 1973 - Candidatura al miglior regista per Un tranquillo weekend di paura
  - 1988 - Candidatura al miglior film per Anni '40
  - 1988 - Candidatura alla miglior regista per Anni '40
  - 1988 - Candidatura alla miglior sceneggiatura originale per Anni '40
- Festival di Cannes
  - 1970 - Prix de la mise en scène per Leone l'ultimo
  - 1998 - Prix de la mise en scène per The General